# Husky de Sakhaline
Le husky de Sakhaline, chien de l'île Sakhaline ou Karafuto-ken (樺太犬) est une race de chiens utilisée comme chien de traîneau.

## Apparence
Le husky de Sakhaline est une race chien de type spitz non standardisé, semblable à d'autres chiens originaires du Japon comme l'akita inu. Sa taille varie de 56 à 66 cm au garrot et il pèse de 30 à 40 kg.
Les oreilles du husky de Sakhaline sont petites et pointues. Cette race existe en de nombreuses couleurs, et son pelage est fin et sa robe est très dense, comme celle du Groenlandais[réf. nécessaire].
Comme l'Alaskan Husky, il n'est pas référencé par la FCI, étant sans doute issu du croisement entre le  spitz japonais et l'akita, deux spitz[réf. nécessaire].

## Histoire
Le nom Karafuto-ken vient de Karafuto, le nom japonais de Sakhaline (l'île d'origine de cette race), et de « ken », le mot japonais pour désigner un chien. 

### Expéditions en Antarctique

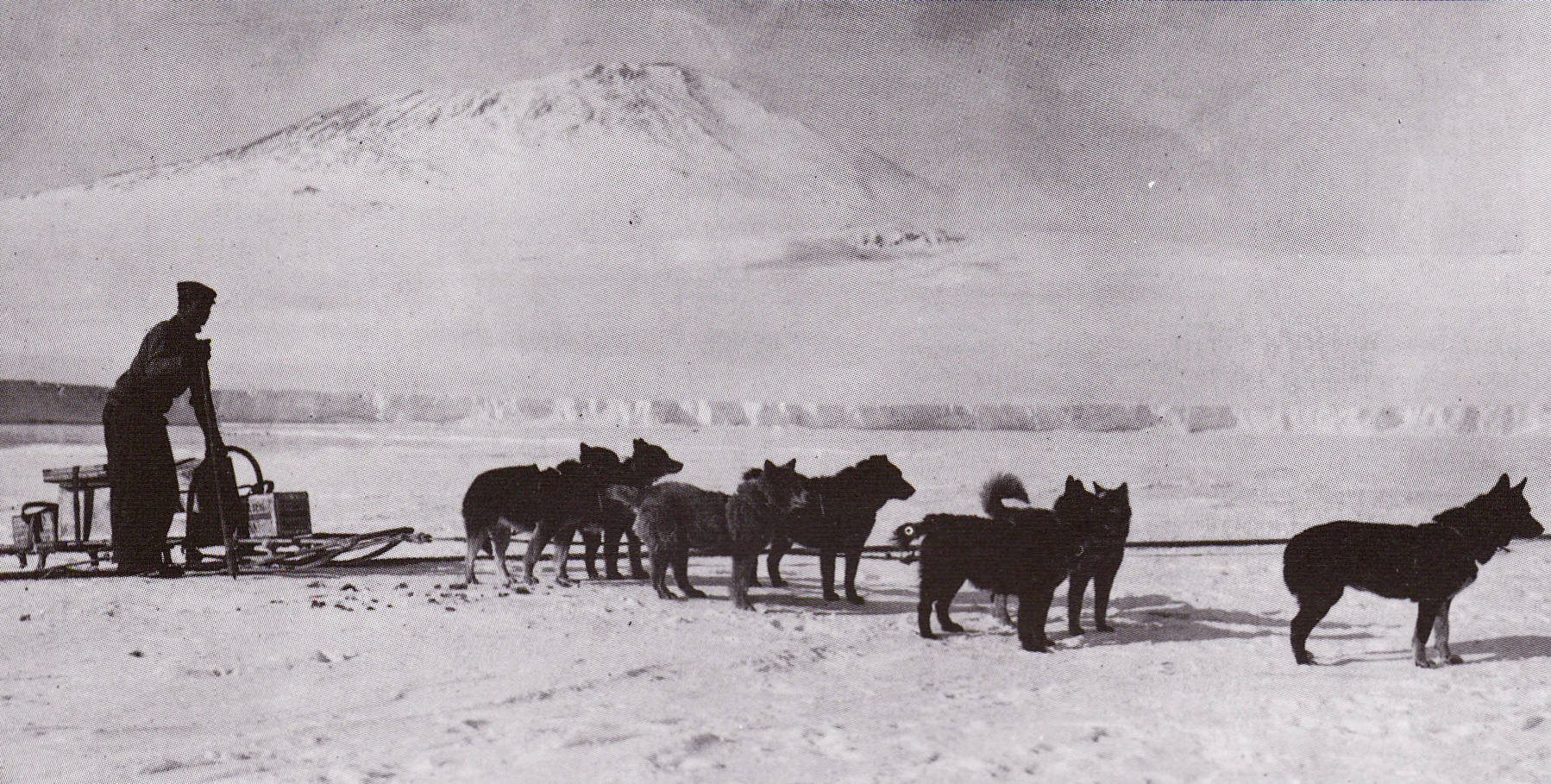
Les chiens de l'expédition Terra Nova.

L'expédition Terra Nova de Robert Falcon Scott a utilisé des huskys de Sakhaline,.
Cette race de chien a été rendue célèbre par la Japanese Antarctic Research Expedition (JARE),  une expédition de chercheurs japonais en Antarctique en 1958 qui a nécessité une évacuation d'urgence et qui a forcé les chercheurs à abandonner quinze chiens de traîneau. Les chercheurs avaient laissé les chiens attachés et avec peu de nourriture, pensant que la relève arriverait rapidement, cependant, le temps se dégrada, empêchant la seconde équipe de rejoindre l'avant-poste.
Environ un an plus tard, une nouvelle expédition arriva sur place et découvrit, contre toute attente, que deux chiens, Taro et Jiro, avaient survécu. Taro retourna à Sapporo et vécut à l'université de Hokkaidō jusqu'à sa mort en 1970, après quoi il fut empaillé et exposé dans son musée. Jiro mourut en Antarctique en 1960 de mort naturelle. Son corps est conservé au musée national de la nature et des sciences de Tokyo dans le parc d'Ueno.
Le husky de Sakhaline est réellement devenu célèbre grâce au film Antarctica sorti en 1983, adaptation de cette histoire au cinéma.